# Monte Richard-Molard
O Monte Richard-Molard, por vezes designado Nimba, é o monte mais alto da Costa do Marfim e da Guiné. Situa-se na fronteira entre os dois países. Na zona circundante encontra-se a Reserva Natural Integral do Monte Nimba, onde o turismo é proibido para maior proteção das espécies

## Nome
O monte era chamado de monte Nimba, e após a morte do geólogo frances Jacques Richard-Moland, vítima de um acidente no monte em 1951, ele foi rebatizado para o nome atual.

## Geologia
A montanha é rica em minério de ferro e cobalto. A mistura de chapas de quartzito rico em ferro, xistos e gnaisse de granito caracteriza a pedogênese geológica do monte.